# Страшко Антон Валерійович
Антон Валерійович Страшко — український журналіст, телеведучий та волонтер. Кавалер ордена «За заслуги» III ступеня (2022).

## Життєпис
Здобув освіту в Київському Національному університеті театру, кіно і телебачення. Працював кореспондентом інформаційної програми ТСН на телеканалі «1+1» з 2016 по 2021 рік, а згодом— ведучим та кореспондентом телеканалу «Рада» (від 2021). Під час повномасштабної війни Росії проти України створив волонтерський проект "Зеленодольська банка", завдяки якому на потреби ЗСУ, ДСНС та Зеленодольської громади зібрано понад 1 млн грн. 
З лютого 2023 року працює в Департаменті комунікацій Міністерства внутрішніх справ України

## Нагороди
- орден «За заслуги» III ступеня (2022)[4].